# Neil Schietekat
Neil Harry Schietekat is een golfprofessional uit Zuid-Afrika. Hij speelt op de Sunshine Tour en de Aziatische PGA Tour.

## Professional
Schietekat werd in 2006 golfprofessional. Hij behaalde 4 overwinningen op de Sunshine Tour. In 2018 eindigde Schietekat op de 4e plaats in de Order of Merit van de Sunshine Tour.

### Overwinningen
| Jaar | Toernooi                                        | Tour          |
| ---- | ----------------------------------------------- | ------------- |
| 2009 | Klipdrift Gold Sun International Touring Pro-Am | -             |
| 2013 | Platinum Classic                                | Sunshine Tour |
| 2018 | Sun City Challenge                              | Sunshine Tour |
| 2018 | Vodacom Origins of Golf Tour, Arabelle          | Sunshine Tour |
| 2023 | FBC Zim Open                                    | Sunshine Tour |